# Fulturae
Fulturae (l. poj. fultura) – skleryty podpierające podgębie (hypopharynx) pareczników.
Fulturae mają postać dwóch płytek przymocowanych z tyłu do krawędzi puszki głowowej. Ku przodowi, środkowo są wydłużone w ścięte ramiona ulokowane naprzeciw boków podgębia.